# Kabupaten Bengkulu Tengah
Kabupaten Bengkulu Tengah (engelska: Central Bengkulu Regency) är ett kabupaten i Indonesien.   Det ligger i provinsen Bengkulu, i den västra delen av landet, 600 km nordväst om huvudstaden Jakarta. Antalet invånare är 103 512.